# Akari Kobayashi
Akari Kobayashi (japanisch 小林 あか里; * 10. April 2001) ist eine japanische Radrennfahrerin.

## Sportlicher Werdegang
Kobayashi stammt aus Azumino und ist die Tochter von Kanako Tanikawa, die für Japan im olympischen Mountainbikerennen 1996 startete. Kobayashi kam damit schon als kleines Kind zum Mountainbiken, zum Leistungssport wurde sie allerdings erst motiviert, als ihre Schwester an Leukämie erkrankte. Als Juniorin wurde sie 2018 und 2019 japanische Meisterin im olympischen Cross-Country (XCO), dazu gewann sie mehrere Medaillen bei den Asienmeisterschaften.
2020 wurde sie in der Elite japanische Meisterin im erstmals ausgetragenen Shorttrack-Wettbewerb (XCC). 2021 absolvierte sie einen Lehrgang am Centre Mondial du Cyclisme in der Schweiz. 2022 wurde sie in der U23 Asienmeisterin und japanische Meisterin im XCO. 2023 und 2024 gewann sie die japanischen Meisterschaften in der Elite.
Abseits des Mountainbikes fährt Kobayashi auch Straßenrennen und Cyclocross. 2022 und 2023 war sie U23-Landesmeisterin im Straßenrennen, 2024 japanische Cyclocross-Meisterin.

## Erfolge

### Mountainbike
2018
 Japanische Meisterin – XCO (Junioren)
 Asienmeisterschaften – Staffel
 Asienmeisterschaften – XCO (Junioren)
2019
 Japanische Meisterin – XCO (Junioren)
 Asienmeisterschaften – XCO (Junioren), Staffel
2020
 Japanische Meisterin – XCC
2022
 Asienmeisterin – XCO (U23)
 Asienmeisterschaften – Staffel
 Japanische Meisterin – XCO (U23)
2023
 Japanische Meisterin – XCO
2024
 Japanische Meisterin – XCO

### Straße
2022
 Japanische Meisterin – Straßenrennen (U23)
2023
 Japanische Meisterin – Straßenrennen (U23)

### Cyclocross
2023/2024
 Japanische Meisterin
2024/2025
 Japanische Meisterin